# Daniel Purvis
Daniel Scott Purvis (Crosby, Liverpool, Inglaterra, 13 de noviembre de 1990) es un gimnasta artístico británico, tres veces campeón de prueba múltiple en gimnasia artística masculina. Él entrena en Southport YMCA y es entrenado por Jeff Brookes y Andrei Popov.

## Carrera Junior
Durante su tiempo como un Junior llegó cuarto en el equipo de Gran Bretaña en el Campeonato Juvenil Europeo de Grecia en 2006. Dos años después, en Lausana, ayudó al equipo a ganar la medalla británica de oro, y ganó la plata en el individual de prueba múltiple en el Campeonato Junior de Europa Junior de nuevo.

## Carrera Senior
En 2010, Dan y Samuel Hunter se convirtieron en los campeones británicos en pruebas múltiples. En el mismo año, asistió al Campeonato Europeo de Gimnasia de Birmingham, Reino Unido, y ganó una medalla de plata como parte del equipo británico, y una medalla de bronce en suelo. En el Campeonato Mundial de Gimnasia en Róterdam, Holanda, ganó otra medalla de bronce en suelo.
En los Juegos Olímpicos de Londres, Purvis era parte del equipo británico masculino que ganó el bronce, compitiendo el 30 de julio de 2012 en el North Greenwich Arena, y compitió en pruebas múltiples con su compañero de equipo Kristian Thomas.